# Sülsdorf
Sülsdorf est une ancienne municipalité allemande située dans le Nord-Ouest de Selmsdorf, dans l'arrondissement du Mecklembourg-du-Nord-Ouest.

## Histoire

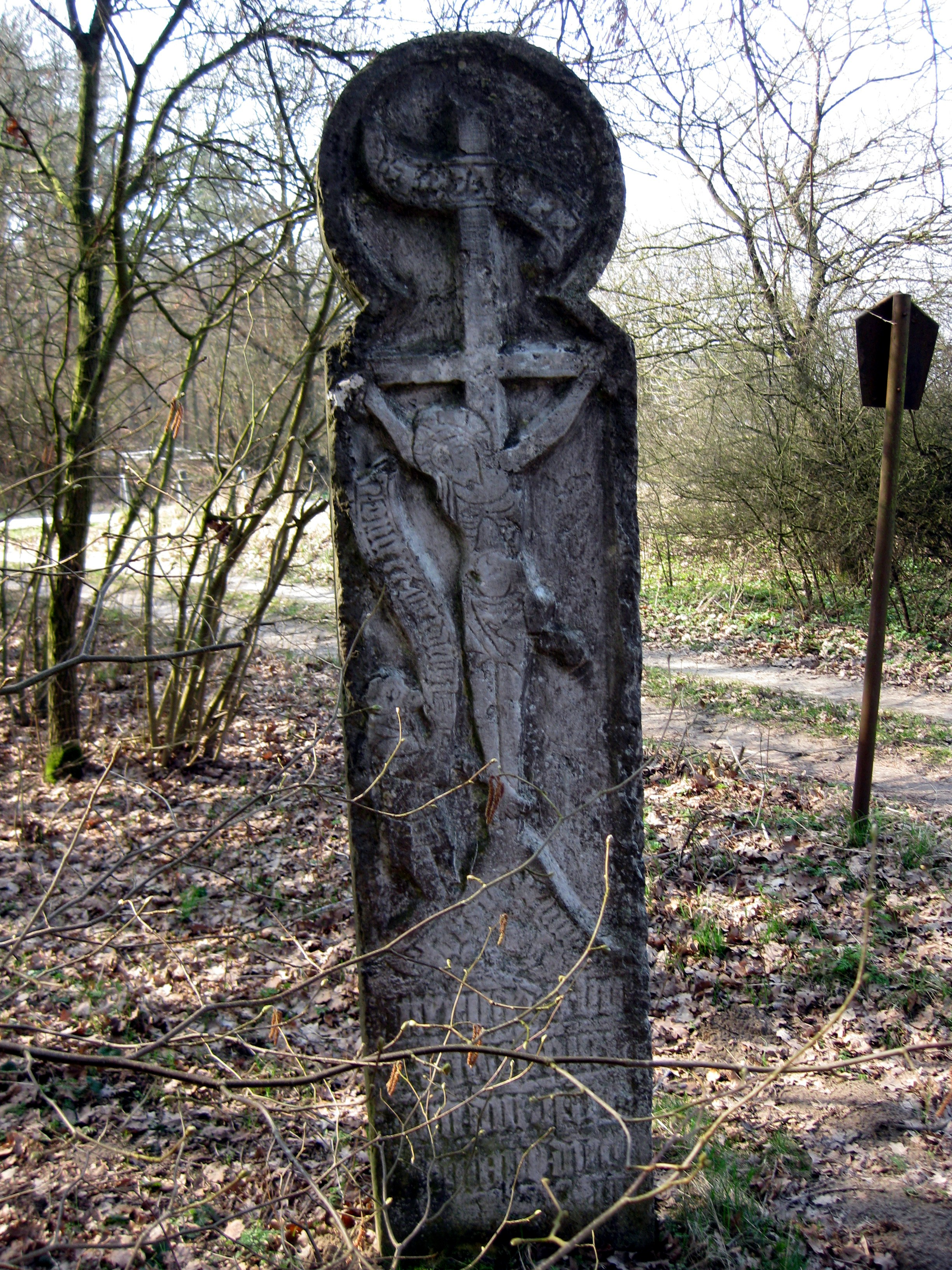
Pierre d'expiation à Sülsdorf

La première mention de la ville date du 10 avril 1285. À l'origine, l'Angerdorf (en) avait 15 Hufe (de). À partir de 1648 - à la fin de la guerre de Trente Ans - le village compte douze fermes, toutes gérées jusqu'au milieu du XXe siècle. En 2010, il y a encore neuf fermes, mais elles ne sont plus exploitées.
Il y avait une école à Sülsdorf à partir de 1729. Un bâtiment scolaire fut construit en 1735 et un nouveau bâtiment érigé en 1915. En 1968, les activités scolaires de Sülsdorf ont cessé et les élèves fréquentent depuis l'école de Selmsdorf. Les anciens bâtiments scolaires et une laiterie construits en 1908 sont aujourd'hui des bâtiments résidentiels. En 1880, un pub fut installé, qui comprenait également un magasin général. En 1896, une tour d'observation en bois de 15 mètres de haut est construite à proximité du restaurant. La tour a été démolie dans les années 1930, le restaurant a fermé vers 1960 et le magasin a continué d'exister jusqu'en 1978 en tant que consommateur dans les locaux d'origine.
Une pierre d'expiation en calcaire de Gotland érigée près de l'actuelle B 105 à la sortie de Teschow en 1398 rappelle un meurtre médiéval.
Le 1er juillet 1950, le village perd son indépendance lorsqu'il est intégré à Selmsdorf. À l'époque de la RDA, Sülsdorf se trouvait dans la zone frontalière restreinte et faisait donc l'objet de répression par le déplacement forcé de certains agriculteurs et une obligation de permis. Une installation d'élevage de vaches laitières a été construite au nord du centre-ville. elle fut privatisée après la chute du mur.